# Bisdom Wau

Overzicht van de katholieke bisdommen in Soedan en Zuid-Soedan. Bisdom Wau is nummer 3.

Het bisdom Wau (Latijn: Dioecesis Vavensis) is een op 12 december 1974 gesticht bisdom in het noordwesten van Zuid-Soedan. Het is suffragaan aan het aartsbisdom Juba. In 1961 werd uit het Apostolisch Vicariaat Bahr el-Ghazal een territorium afgescheiden ten behoeve van het nieuw opgerichte Apostolisch Vicariaat Wau. In 1974 werd het een regulier diocees. 
In 1980 telde het bisdom 1.398.000 inwoners, waarvan 212.180 katholieken (15,4%). In 2002 werd het aantal inwoners geschat op 3.500.000 en het aantal katholieken op 1.190.000 (34%). Het aantal priesters ging van 23 (1980) naar 19 (2002). De bevolking van Wau hangt behalve het katholieke geloof grotendeels (> 60%) animistische geloofsvoorstellingen aan. Moslims en niet-katholieke christenen maken ongeveer 4% van de bevolking uit. 